# Napoleon Bonaparte Buford
Napoleon Bonaparte Buford (13 de enero de 1807 - 28 de marzo de 1883) fue un soldado estadounidense, general de la Unión en la guerra civil estadounidense, y ejecutivo de ferrocarriles. Era el medio hermano del famoso héroe de Gettysburg, John Buford, pero nunca alcanzó la distinción militar de su hermano.

## Primeros años y educación
Buford era hijo de John y Nancy Hickman Buford. Nació en el condado de Woodford, Kentucky, en la plantación de su familia, "Rose Hill". En el momento de su nacimiento, su homónimo, Napoleón Bonaparte, emperador de los franceses, estaba en la cúspide de su poder. Buford se graduó de West Point en 1827 y sirvió durante ocho años en la artillería, y en 1835 renunció al servicio para convertirse en ingeniero. A partir de entonces se dedicó a la manufactura de hierro y a la banca en Rock Island, Illinois, y se convirtió en el presidente de Rock Island y del Ferrocarril Peoria Railroad, que quebró cuando no se pagaron bonos sureños de gran cuantía al iniciarse la guerra de Secesión.

## Carrera militar
En la Guerra Civil de los Estados Unidos, primero sirvió como coronel de la 27.ª Infantería de Illinois, luchando en la Batalla de Belmont y luego comandó la llamada "Flotilla Brigade" del Ejército del Misisipi durante la batalla de la Isla Número Diez. Se trataba de una brigada de infantería que servía a bordo de las cañoneras de la Flotilla Occidental.
El 16 de abril de 1862, el presidente Abraham Lincoln nombró al General de Brigada Buford de los Voluntarios de los Estados Unidos, para que ocupara el cargo a partir del 15 de abril de 1862 Buford comandó la 1.ª Brigada, 3.ª División, Ejército del Misisipi durante el asedio y la Batalla de Corinto. En los últimos días de 1862, participó en el consejo de guerra que condenó al general de división Fitz John Porter por cobardía y desobediencia. El 29 de noviembre de 1862 fue nombrado General de División de los Voluntarios de los Estados Unidos, pero este nombramiento expiró el 4 de marzo de 1863 y volvió a ser General de Brigada en esa fecha. Durante el resto de la guerra, Buford sirvió como comandante del Distrito de Arkansas Oriental. Buford fue retirado del ejército el 24 de agosto de 1865[2] El 5 de julio de 1867, el presidente Andrew Johnson nominó a Buford para el grado de general mayor de voluntarios, a partir del 13 de marzo de 1865, y el Senado de los EE.UU. confirmó el nombramiento el 19 de julio de 1867.

## Vida personal
El hermanastro menor de Buford, John Buford, también se graduó en West Point (Clase de 1848) y fue general en el Ejército de la Unión durante la Guerra Civil, al mando de la 1.ª División, Cuerpo de Caballería, Ejército del Potomac. Un primo, Abraham Buford, era un general del Ejército de los Estados Confederados.

## Vida posterior y muerte
Buford fue inspector del gobierno de la Union Pacific Railroad de 1867 a 1869 y comisionado especial de asuntos indígenas en 1867-68.
Murió en Chicago, Illinois, y está enterrado en Rock Island, Illinois.